# Stenospermation longispadix
Stenospermation longispadix är en kallaväxtart som beskrevs av Thomas Bernard Croat. Stenospermation longispadix ingår i släktet Stenospermation och familjen kallaväxter. Inga underarter finns listade.